# Petra Boesler
Petra Boesler, född den 19 september 1955 i Berlin, är en östtysk roddare.
Hon tog OS-silver i dubbelsculler i samband med de olympiska roddtävlingarna 1976 i Montréal.